# Jan Theelen
Jan Theelen (Terwinselen, 29 augustus 1939 – Sittard, 15 januari 2022) was een Nederlandse muzikant, arrangeur en producer.

## Biografie
Vanaf zesjarige leeftijd speelde hij accordeon. Theelen begon zijn carrière als professioneel beroepsmuzikant (pianist). Hij werkte lange tijd samen met Tom Manders, beter bekend als Dorus. In de jaren zeventig werkte hij met de Amerikaans Nederlandse zangeres Lori Spee, maar ook Jan Boezeroen (De dronkaard).
Theelen had sinds de jaren zestig een eigen muziekstudio, eerst in Venray en later in Munstergeleen. Later beheerde hij deze studio "Onger Os" samen met zijn zoon. In Limburg is hij met name bekend als arrangeur van carnavalsmuziek. Veel van deze muziek werd opgenomen in zijn in 2020 gesloten studio.
In 2007 was Theelen winnaar van de Oeuvre-Priès van 't Limburgs Leed (Oeuvre prijs van het Limburgse Lied).
Jan Theelen is in januari 2022 op 83-jarige leeftijd overleden.
In 2024 is de Stichting Cultureel Erfgoed Jan Theelen opgericht.
- MusicBrainz: cd8f762f-2c48-403d-9e16-7be125ca4905